# سندرم لارون
سندرم لارون (انگلیسی: Laron syndrome) (LS) که به نام عدم حساسیت به هورمون رشد یا کمبود گیرنده هورمون رشد (GHRD) نیز شناخته می‌شود، یک اختلال مغلوب اتوزومی است که با کمبود تولید فاکتور رشد انسولین 1 (IGF-1؛ سوماتومدین) در پاسخ به هورمون رشد مشخص می‌شود. (GH؛ hGH؛ سوماتوتروپین). معمولاً در اثر جهش‌های ارثی گیرنده هورمون رشد (GHR) ایجاد می‌شود.
افراد مبتلا به طور کلاسیک با قد کوتاه بین ۴- تا ۱۰- انحراف استاندارد زیر قد متوسط، چاقی، ناهنجاری‌های جمجمه-صورتی، میکروپنیس، قند خون پایین و IGF-1 سرم پایین علیرغم افزایش GH سرم پایه ظاهر می‌شوند.
LS یک بیماری بسیار نادر است که در مجموع ۲۵۰ فرد در سراسر جهان شناخته شده است. منشاء ژنتیکی این افراد به اجداد مدیترانه ای، آسیای جنوبی و سامی بازمی گردد که گروه دوم اکثر موارد را تشکیل می‌دهند.  آزمایش ژنتیکی مولکولی برای جهش های ژن گیرنده هورمون رشد، تشخیص LS را تایید می‌کند، اما ارزیابی بالینی ممکن است شامل تجزیه و تحلیل آزمایشگاهی سطوح پایه GH، IGF-1 و IGFBP، آزمایش تحریک GH و/یا درمان آزمایشی GH باشد. گزینه های درمانی شامل IGF-1 نوترکیب (مکاسرمین) است.
شواهد حاکی از آن است که افراد مبتلا به سندرم لارون خطر ابتلا به سرطان و دیابت نوع دوم را کاهش می‌دهند و میزان بروز این بیماری‌ها را کاهش می‌دهند و سن شروع این بیماری‌ها را در مقایسه با خویشاوندان مبتلا به تاخیر می‌اندازند. مکانیسم‌های مولکولی افزایش طول عمر و محافظت در برابر بیماری‌های مرتبط با افزایش سن در میان افراد مبتلا به LS یک منطقه تحقیقاتی فعال است.
سندرم لارون یا کوتولگی نوع لارون به طور کلی یک اختلال عقب ماندگی اتوزومی است که به علت عدم حساسیت به هورمون رشد شناخته می شود که معمولاً توسط گیرنده هورمون رشد جهش یافته ایجاد می‌شود. باعث کوتاهی قد و افزایش حساسیت به انسولین می شود و خطر ابتلا به سرطان و دیابت نوع ۲ را در بیماران کاهش می‌دهد. با تزریق هورمون IGF-1 می‌توان آن را درمان کرد.